# Triangolo Australe
Il Triangolo Australe (in latino Triangulum Australe, abbreviato in TrA) è una delle 88 costellazioni moderne, situata nell'emisfero australe celeste.

## Caratteristiche

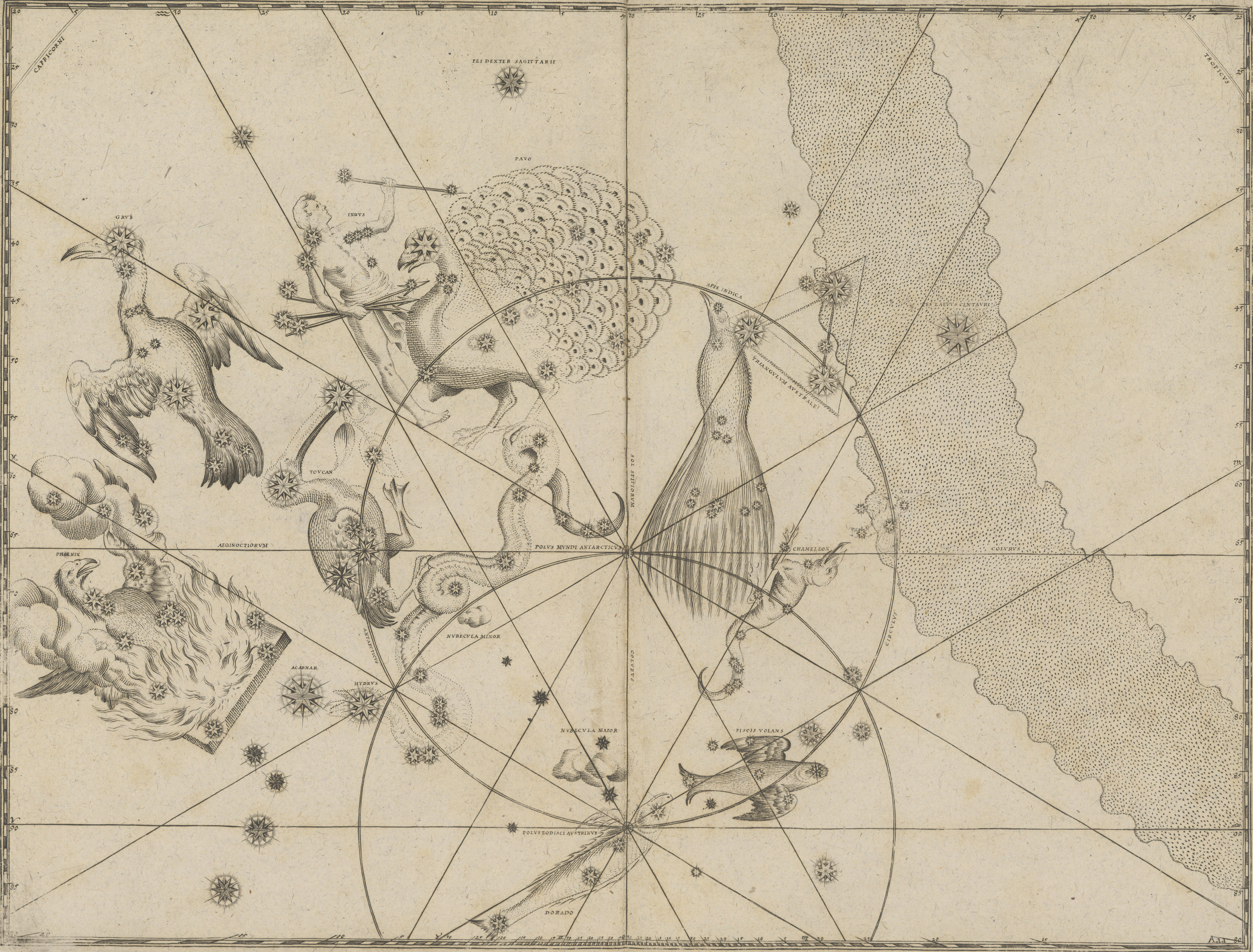
Il Triangolo Australe rappresentato nell'Uranometria di Johann Bayer.

Si tratta di una piccola ma appariscente costellazione dell'emisfero meridionale, le cui tre stelle più brillanti, di seconda e terza magnitudine, formano un triangolo quasi equilatero; a queste si aggiungono altre due stelle di quarta grandezza, che rendono così la costellazione per certi versi simile ad un "triangolo mozzato". Si trova sul bordo meridionale della Via Lattea, nel cui chiarore appare parzialmente immersa; non contiene tuttavia campi stellari particolarmente ricchi visibili ad occhio nudo o con piccoli strumenti. La sua individuazione è facilitata dalla presenza, a nordovest, delle brillantissima coppia di stelle formata da Alfa Centauri e Hadar.
Il Triangolo Australe fu introdotto da Johann Bayer nel 1603, nel suo lavoro Uranometria, per riempire alcune aree di cielo rimaste ancora prive di costellazioni a sud dello Scorpione. La sua visibilità nel cielo notturno è limitata alle regioni dell'emisfero sud, dove si mostra per lo più circumpolare, e alle basse latitudini dell'emisfero nord, a partire dal Tropico del Cancro; grazie alla luminosità delle sue stelle principali, la costellazione è visibile anche dalle aree urbane senza difficoltà.

### Stelle principali
- α Trianguli Australis (Atria) è una stella gigante arancione di magnitudine 1,91; si trova sul bordo più lontano dalla Via Lattea rispetto alla costellazione e dista dal Sole 415 anni luce.
- β Trianguli Australis (Betria) è una gigante gialla di magnitudine 2,83; trovandosi alla distanza di soli 40 anni luce, è una delle stelle brillanti più vicine a noi.
- γ Trianguli Australis è una stella bianca di magnitudine 2,87, distante 183 anni luce.
- δ Trianguli Australis è una gigante brillante gialla di magnitudine 3,86, distante 621 anni luce.

### Stelle doppie
Le stelle doppie nella Triangolo Australe sono presenti in numero esiguo, anche a causa delle piccole dimensioni della costellazione.
- Fra le poche doppie di facile risoluzione, la più semplice è la T Trianguli Australis, una stella di sesta magnitudine variabile che mostra una compagna di decima separata da oltre 40".
- HD 140483 è formata da due componenti entrambe di sesta grandezza, ma con una separazione inferiore ai 2" e dunque risolvibile solo con un telescopio di media potenza.

| Principali stelle doppie |                                          |                                          |             |             |                                 |        |
| Nome                     | Coordinate equatoriali all'epoca J2000.0 | Coordinate equatoriali all'epoca J2000.0 | Magnitudine | Magnitudine | Separazione (in secondi d'arco) | Colore |
| Nome                     | AR                                       | Dec                                      | A           | B           | Separazione (in secondi d'arco) | Colore |
| T Trianguli Australis    | 15h 09m 37s                              | -68° 43′ 17″                             | 5,9         | 10,0        | 41,3                            | b      |
| HD 140483                | 15h 47m 54s                              | -65° 26′ 27″                             | 6,48        | 6,52        | 1,9                             | b + g  |
| ι Trianguli Australis    | 16h 27m 57s                              | -64° 03′ 29″                             | 5,30        | 10,0        | 19,6                            | verde  |

### Stelle variabili
Fra le stelle variabili, spiccano per numero le Cefeidi classiche, alcune delle quali sono alla portata di piccoli strumenti.
Fra queste la più luminosa è la S Trianguli Australis, che quando è al massimo è visibile anche ad occhio nudo nelle notti più serene; il periodo di variazione è di circa 6 giorni. R Trianguli Australis è un'altra stella facile da osservare, anche se di poco meno luminosa; il suo ciclo è di poco più di 3 giorni.
| Principali stelle variabili |                                          |                                          |             |             |                  |         |
| Nome                        | Coordinate equatoriali all'epoca J2000.0 | Coordinate equatoriali all'epoca J2000.0 | Magnitudine | Magnitudine | Periodo (giorni) | Tipo    |
| Nome                        | AR                                       | Dec                                      | Max.        | Min.        | Periodo (giorni) | Tipo    |
| R Trianguli Australis       | 15h 19m 46s                              | -66° 29′ 46″                             | 6,33        | 7,00        | 3,3893           | Cefeide |
| S Trianguli Australis       | 16h 01m 11s                              | -63° 46′ 36″                             | 5,95        | 6,81        | 6,3234           | Cefeide |
| U Trianguli Australis       | 16h 07m 19s                              | -62° 54′ 38″                             | 7,30        | 8,29        | 2,5684           | Cefeide |
| X Trianguli Australis       | 15h 14m 19s                              | -70° 04′ 46″                             | 5,02        | 6,4         | -                | Nova    |
| HP Trianguli Australis      | 15h 06m 07s                              | -63° 25′ 38″                             | 8,2         | 8,6         | 2,7582           | Eclisse |

## Oggetti del profondo cielo
La costellazione, nonostante si trovi sul bordo della Via Lattea, non offre un gran numero di oggetti non stellari, anche a causa delle sue ridotte dimensioni; le polveri galattiche inoltre oscurano il cielo profondo, rendendo difficile anche l'osservazione delle galassie,
L'unico oggetto di facile osservazione è NGC 6025, un ammasso aperto nella Via Lattea, grande un terzo della Luna piena, facilmente riconoscibile anche al binocolo o con un piccolo telescopio, essendo la sua stella più luminosa di magnitudine 7. Si trova a 2700 anni luce dal sistema solare.
| Principali oggetti non stellari |                                          |                                          |                |             |                                        |              |
| Nome                            | Coordinate equatoriali all'epoca J2000.0 | Coordinate equatoriali all'epoca J2000.0 | Tipo           | Magnitudine | Dimensioni apparenti (in primi d'arco) | Nome proprio |
| Nome                            | AR                                       | Dec                                      | Tipo           | Magnitudine | Dimensioni apparenti (in primi d'arco) | Nome proprio |
| NGC 6025                        | 16h 03m :                                | -60° 30′ :                               | Ammasso aperto | 5,1         | 12                                     |              |

## Sistemi planetari
HD 147018 è una stella evoluta attorno alla quale orbitano due pianeti con masse pari a circa 2 e 6 masse gioviane; il più interno dei due è un pianeta gioviano caldo.
| Sistemi planetari |                                          |                                          |             |                |                              |
| Nome del sistema  | Coordinate equatoriali all'epoca J2000.0 | Coordinate equatoriali all'epoca J2000.0 | Magnitudine | Tipo di stella | Numero di pianeti confermati |
| Nome del sistema  | AR                                       | Dec                                      | Magnitudine | Tipo di stella | Numero di pianeti confermati |
| HD 147018         | 16h 23m 00s                              | -61° 41′ 20″                             | 8,37        | Nana gialla    | 2 (b - c)                    |